# Arturo Bonucci
Arturo Bonucci (Roma, 19 de abril de 1894 - idm. 11 de enero de 1964) fue un violonchelista italiano.
Tras recibir formación en la prestigiosa escuela de Francesco Serato, a los dieciocho años de edad se diplomó en el Liceo musical de Bolonia, del que fue profesor de 1920 a 1925. Su actividad se desarrolló siempre en este doble campo, didáctico y concertista. Intérprete de fama mundial se presentó en las mejores salas solo y también acompañado por las grandes orquestas sinfónicas.
Fue animador de algunos conjuntos de cámara que fueron recordados por sus interpretaciones durante muchos años como los cuartetos Bolonyese; Poltronieri; Camirelli, así como el Trío italiano y el Quinteto Boccherini. Crea escuela de 1934 a 1943 en la Academia Chigiana de Siena y desde 1938 también en la Academia Nacional de Santa Cecilia donde tuvo entre otros alumnos la italiana Lya De Barberiis.